# 阿卡尔塔拉
阿卡尔塔拉（Akaltara），是印度恰蒂斯加尔邦Janjgir-Champa县的一个城镇。总人口20373（2001年）。

## 人口
该地2001年总人口20373人，其中男性10543人，女性9830人；0—6岁人口2758人，其中男1394人，女1364人；识字率68.97%，其中男性为78.76%，女性为58.46%。